# Amfikleia-Elateia
Amfikleia-Elateia (Grieks: Αμφίκλεια-Ελάτεια) is sedert 2011 een fusiegemeente (dimos) in de Griekse bestuurlijke regio (periferia) Centraal-Griekenland.
De drie deelgemeenten (dimotiki enotita) van de fusiegemeente zijn:
- Amfikleia (Αμφίκλεια)
- Elateia (Ελάτεια)
- Tithorea (Τιθορέα)